# Stolbi (Namtsi)
|  | Per a altres significats, vegeu «Stolbi». |

Stolbi (en rus: Столбы) és un poble de la república de Sakhà, a Rússia, que el 2018 tenia 1.094 habitants, pertany al districte de Namtsi.